# Радзивилл, Альбрехт Станислав
Князь А́льбрехт Стани́слав Радзиви́лл (пол. Albrycht Stanisław Radziwiłł, 1 июля 1595, Олыка — 12 ноября 1656, Гданьск) — государственный и военный деятель Речи Посполитой, 3-й ординат Олыцкий (1614—1656), подканцлер литовский (1619—1623), канцлер великий литовский (1623—1656), староста ковенский, борисовский (1629), тухольский, гневский, пинский (1631) и гераненский (1644), эконом кобринский и шавельский.
Владел крупными поместьями на Волыни (Олыка и др.), а также на территории современных Белоруссии, Литвы и Польши.

## Биография
Альбрехт Станислав Радзивилл родился 1 июля 1595 года в фамильном поместье Олыка, в семье из олицко-несвижской ветви Радзивиллов. Отец — маршалок великий литовский и генеральный староста жемайтский Станислав Радзивилл (1559—1599), мать — Марина из рода Мышка (Marina z Myszków) (1563—1600).

### Личность
Учился в иезуитской коллегии (ныне — Вильнюсский университет) в Вильнюсе (1598—1605). Позже учился в нескольких зарубежных университетах (Вюрцбург и Лёвен), знал несколько европейских языков. Ревностный католик. До 1616 года путешествовал по Западной Европе, посетил Нидерланды, Францию, Италию и Швейцарию.
В 1613 и 1619 годах избирался послом на сеймы. Заключил соглашение с великим канцлером литовским Львом Ивановичем Сапегой о том, что один из них обязательно будет находиться при короле и великом князе для соблюдения интересов Великого княжества Литовского. Чтобы уменьшить угрозы со стороны Османской империи и Крымского ханства, выступал за заключение союза с Трансильванией и австрийскими Габсбургами.
В 1632 году канцлер литовский Альбрехт Станислав Радзивилл поддержал избрание на польский королевский престол Владислава IV Вазы, но выступал против восстановления прав протестантов и православных. В 1646 году выступил против планов короля начать войну против Турции. В 1648 году поддержал избрание Яна II Казимира на престол Речи Посполитой.
При проведении внутренней и внешней политики решительно отстаивал интересы рода Радзивиллов, в том числе и кальвинистской линии, демонстративно защищал интересы Великого княжества Литовского. Выступал за решительную борьбу против восставших украинских казаков под руководством Богдана Хмельницкого. В начале русско-польской войны (1654—1667) и польско-шведской войны (1655—1660) выехал из Литвы в Пруссию, в 1656 году участвовал в переговорах с Данией и Голландией в Гданьске, где и скончался.
Основал Пинский иезуитский коллегиум и костёл в Олыке.
После смерти бездетного Альбрехта Станислава Радзивилла Олыцкая ординация перешла к несвижским ординатам.

## Семья
Был дважды женат. В 1619 году первым браком женился на Регине фон Айзенрайх (ум. 1637), от брака с которой детей не имел.
30 марта 1638 года вторично женился на княжне Кристине Анне Любомирской (1618—1667), дочери воеводы русского и краковского Станислава Любомирского (1583—1649) от брака с княжной Софией Острожской (1590—1622), от брака с которой также не имел потомства.

### Поместье
Владел фамильным поместьем Олыка на Волыни.

## Общественная деятельность
В течение своей жизни он занимал несколько постов в Речи Посполитой, некоторые из них — фактически наследственные. С 1619 года он подканцлер Литвы, с 1623 года и до конца жизни — великий канцлер литовский. Радзивилл отвечал за внешнюю политику и международные связи Великого княжества Литовского.